# Saaxqurun
Saaxqurun  is een nederzetting in het district Galdogob in de regio Mudug in Somalië.
Het district Galdogob is gesplitst in een noordelijk deel dat bij de zelfverklaarde autonome staat Puntland hoort en een zuidelijk deel dat in de -eveneens zelfverklaarde autonome- staat Galmudug ligt. Saaxqurun ligt waarschijnlijk in Galmudug. Het gehucht ligt 27,8 km ten zuidoosten van Galdogob en 30,0 km ten westen van de hoofdstad van Mudug, Galcaio (Gaalkacyo), in een steppe met zeer karige vegetatie. Het bestaat uit ongeveer 12 huisjes.

## Klimaat
Saaxqurun heeft een aride steppeklimaat. De gemiddelde jaartemperatuur is 27,2 °C. April is de warmste maand, gemiddeld 28,7 °C; januari is het koelste, gemiddeld 25,3 °C. De jaarlijkse regenval bedraagt ca. 156 mm. Van december t/m maart en juni t/m september zijn er twee droge seizoenen en valt er vrijwel geen regen. De maanden april/mei en oktober zijn iets natter, maar ook dan valt er weinig neerslag: 46 mm in oktober en 50 mm in mei. Overigens fluctueert dit sterk van jaar tot jaar.